# Solo en la noche
Solo en la noche es una película de cine negro de 1946 rodada por Joseph L. Mankiewicz.

## Sinopsis
Un soldado se despierta en un hospital en el Pacífico durante la guerra. A pesar de las graves heridas causadas por la explosión de una mina, el único problema que permanece es su amnesia. 
Los médicos le identifican con George Taylor aunque él solo conserva un pequeño indicio de su identidad, la carta sin firma de una mujer que parece explicar el odio hacia él. Asustado por lo que intuye que puede significar eso en relación con su pasado, seguirá cualquier pista hasta descubrir su auténtica identidad.